# The Baddest Female
«The Baddest Female» (кор. 나쁜 기집애, Nappeun Gijibae) — сольный сингл CL, участницы корейской группы 2NE1. Автором и продюсером песни стал корейский музыкант Тедди Пак. Сингл вышел 28 мая 2013 года в формате цифровой дистрибуции. Видеоклип к песне вышел в тот же день. За сутки количество просмотров клипа превысило 1 миллион.

## Информация о песне
Стилистически «The Baddest Female» относится к жанрам K-pop и хип-хоп и содержит элементы дабстепа и электронной музыки. Изначально песня получила название «Bad Girl», но его решили изменить после того, как Ли Хёри выпустила свой сингл «Bad Girls».
Режиссёром видеоклипа «The Baddest Female» стал Со Хён Сын. В нём также снялись G-Dragon, Тхэян и Тедди Пак. Основатель YG Entertainment Ян Хён Сок назвал клип «одним из лучших музыкальных видео, которые он когда-либо видел».
«The Baddest Female» совершила так называемый «all-kill», возглавив хит-парады основных корейских изданий и интернет-порталов, включая MelOn Olleh, Bugs, Naver Music, Daum Music, Soribada и Mnet. Песня также попала в американский чарт iTunes и заняла там 75 место спустя 3 часа после релиза

## Список композиций
| №                   | Название                           | Музыка              | Длительность |
| ------------------- | ---------------------------------- | ------------------- | ------------ |
| 1.                  | «The Baddest Female (나쁜 기집애)» | Teddy Park          | 3:43         |
| Общая длительность: | Общая длительность:                | Общая длительность: | 3:43         |

## Хронология издания
| Страна | Дата        | Лейбл            | Формат               |
| ------ | ----------- | ---------------- | -------------------- |
| Мир    | 28 мая 2013 | YG Entertainment | цифровая дистрибуция |